# Aix-en-Pévèle
Pour les articles homonymes, voir Aix.
Aix-en-Pévèle, précédemment nommée Aix () jusqu'en novembre 2018, est une commune française, située dans la Pévèle, dans le canton d'Orchies, dans le département du Nord en région Hauts-de-France. Aix-en-Pévèle est limitrophe de la Belgique en son extrémité nord-orientale.

## Géographie

### Situation
Aix-en-Pévèle est située à 4,5 km d'Orchies, entre Lille et Valenciennes, dans le Nord. Elle se situe également à 20 km de Tournai en Belgique.

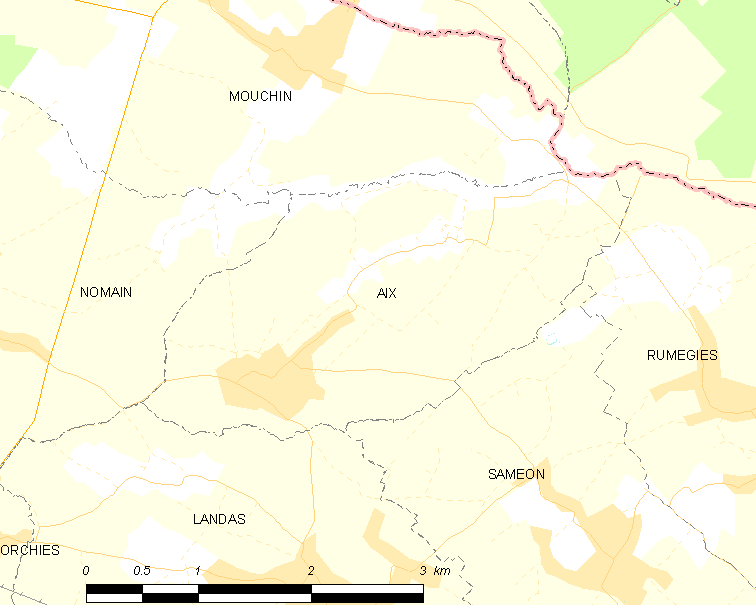
Position d'Aix-en-Pévèle par rapport aux communes limitrophes.

|        | Mouchin       | Belgique |
| Nomain | Aix-en-Pévèle | Rumegies |
|        | Landas        | Saméon   |

### Hydrographie

#### Réseau hydrographique
La commune est située dans le bassin Artois-Picardie. Elle est drainée par l'Elnon, le ruisseau du Pont du Nid, la Rue Zlatin, le ruisseau d'Aix et divers autres petits cours d'eau,.
L'Elnon, d'une longueur de 16 km, prend sa source près de Rumes, en Belgique, et se jette  dans le Courant de l'Hopital à Saint-Amand-les-Eaux, après avoir traversé cinq communes.

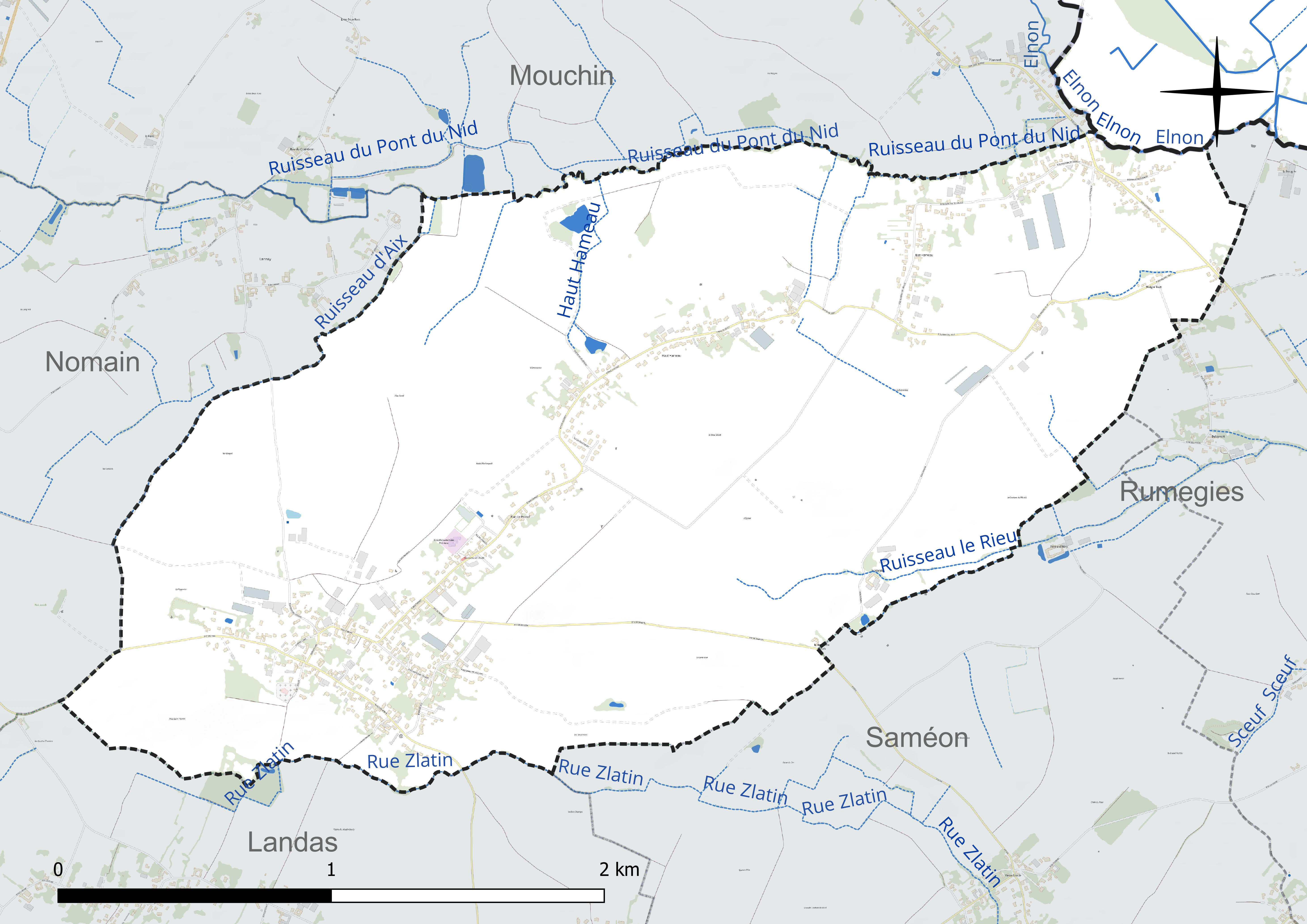
Réseau hydrographique d'Aix-en-Pévèle.

#### Gestion et qualité des eaux
Le territoire communal est couvert par le schéma d'aménagement et de gestion des eaux (SAGE) « Scarpe aval ». Ce document de planification concerne un territoire de 624 km2 de superficie, délimité par le bassin versant de la Scarpe aval, comprenant la Pévèle, la plaine de la Scarpe et le bassin minier avec l'Ostrevent. Le périmètre a été arrêté le 18 mars 1997 et le SAGE proprement dit a été approuvé le 12 mars 2009, puis révisé le 5 juillet 2021. La structure porteuse de l'élaboration et de la mise en œuvre est le parc naturel régional Scarpe-Escaut.
La qualité des cours d'eau peut être consultée sur un site dédié géré par les agences de l'eau et l'Agence française pour la biodiversité.

### Climat
Pour des articles plus généraux, voir Climat des Hauts-de-France et Climat du Nord.
En 2010, le climat de la commune est de type climat océanique dégradé des plaines du Centre et du Nord, selon une étude du CNRS s'appuyant sur une série de données couvrant la période 1971-2000. En 2020, Météo-France publie une typologie des climats de la France métropolitaine dans laquelle la commune est exposée à un climat océanique et est dans la région climatique Nord-est du bassin Parisien, caractérisée par un ensoleillement médiocre, une pluviométrie moyenne régulièrement répartie au cours de l'année et un hiver froid (3 °C).
Pour la période 1971-2000, la température annuelle moyenne est de 10,6 °C, avec une amplitude thermique annuelle de 14,5 °C. Le cumul annuel moyen de précipitations est de 697 mm, avec 12,1 jours de précipitations en janvier et 9,4 jours en juillet. Pour la période 1991-2020, la température moyenne annuelle observée sur la station météorologique la plus proche, située sur la commune de Cappelle-en-Pévèle à 9 km à vol d'oiseau, est de 11,1 °C et le cumul annuel moyen de précipitations est de 736,6 mm,. Pour l'avenir, les paramètres climatiques de la commune estimés pour 2050 selon différents scénarios d'émission de gaz à effet de serre sont consultables sur un site dédié publié par Météo-France en novembre 2022.

## Urbanisme

### Typologie
Au 1er janvier 2024, Aix-en-Pévèle est catégorisée commune rurale à habitat dispersé, selon la nouvelle grille communale de densité à sept niveaux définie par l'Insee en 2022.
Elle est située hors unité urbaine. Par ailleurs la commune fait partie de l'aire d'attraction de Lille (partie française), dont elle est une commune de la couronne,. Cette aire, qui regroupe 201 communes, est catégorisée dans les aires de 700 000 habitants ou plus (hors Paris),.

### Occupation des sols
L'occupation des sols de la commune, telle qu'elle ressort de la base de données européenne d'occupation biophysique des sols Corine Land Cover (CLC), est marquée par l'importance des territoires agricoles (86,9 % en 2018), en diminution par rapport à 1990 (93,2 %). La répartition détaillée en 2018 est la suivante : 
terres arables (82,7 %), zones urbanisées (13,1 %), zones agricoles hétérogènes (4,2 %). L'évolution de l'occupation des sols de la commune et de ses infrastructures peut être observée sur les différentes représentations cartographiques du territoire : la carte de Cassini (XVIIIe siècle), la carte d'état-major (1820-1866) et les cartes ou photos aériennes de l'IGN pour la période actuelle (1950 à aujourd'hui).

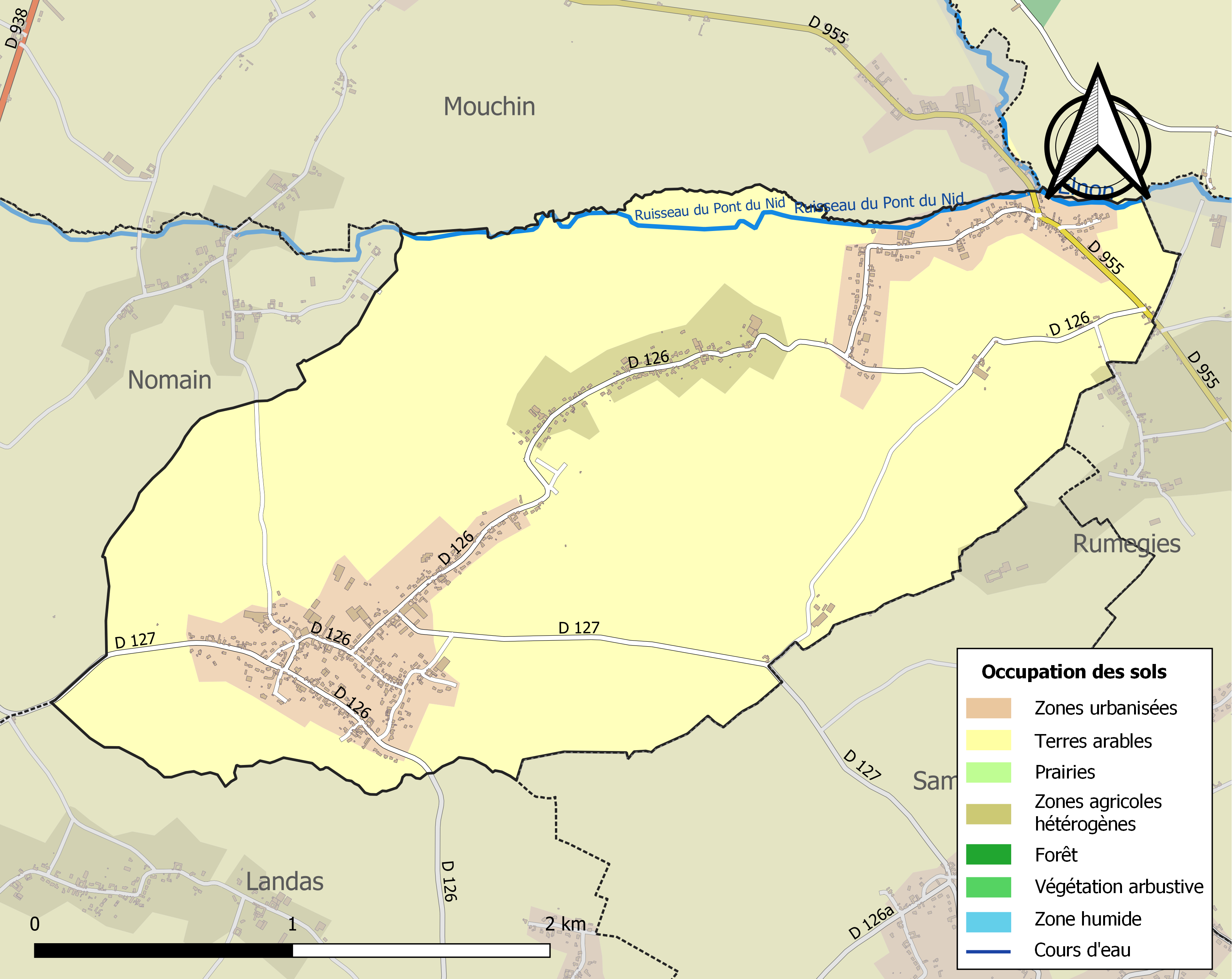
Carte des infrastructures et de l'occupation des sols de la commune en 2018 (CLC).

### Voies de communication et transports
La gare la plus proche est celle d'Orchies et permet de prendre le train pour aller à Lille, Ascq, Valenciennes, Aulnoye-Aymeries, Jeumont, Cambrai, Hirson ou Charleville-Mézières depuis Aix-en-Pévèle.
La commune est desservie, en 2024, par les lignes 872 et 875 du réseau interurbain Arc-en-Ciel 2.

## Toponymie
La commune est renommée Aix-en-Pévèle en 2018, a retrouvé son nom historique. Avant 2018, le village était dénommé Aix-lez-Orchies.

## Histoire

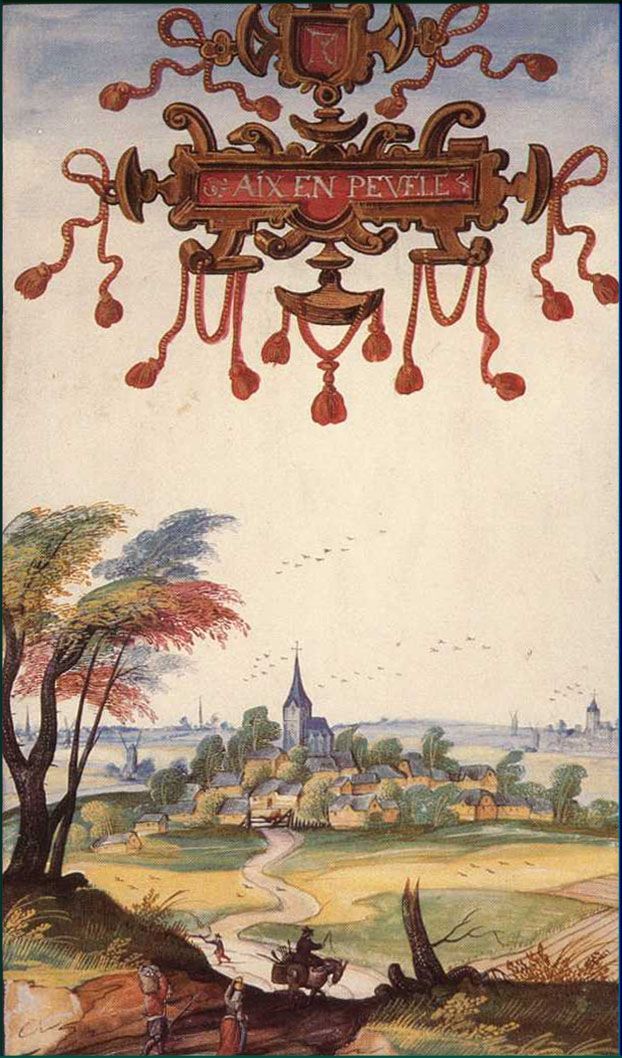
Aix-en-Pévèle vers 1600, par Adrien de Montigny pour le duc Charles de Croÿ (gouache sur parchemin). Chemin de Mouchin (via hameau de Lannay), moulin du Marais (à gauche), Beuvry et Landas (au fond, avec un moulin de bois) et Orchies (à gauche, avec deux moulins, remparts et tour.

Les fouilles de l'église Saint-Laurent située au sommet d'une butte ont laissé apparaître des éléments gallo-romains correspondant à une ville ou à des thermes, ce qui tend à confirmer l'étymologie du nom du village (aqua, eau en latin).

Un château seigneurial s'élevait sur cette même hauteur, avec un donjon, des douves et une imposante basse-cour dont il reste quelques vestiges à l'entrée de la rue de l'église. Le village est cité pour la première fois en 1130, Ays, dans un titre de l'évêché de Tournai. Le fief appartient aux seigneurs de Landas jusqu'en 1380, puis aux seigneurs de Bouvignies mais le château fort médiéval est démantelé au début du XVIIe siècle pour laisser place à une maison de plaisance.
La commune n'est encore à la Renaissance qu'un petit bourg de maisons de terres et/ou bois couvertes d'ardoises, groupées autour de l'église, si l'on en croit l'illustration d'Adrien de Montigny faite pour les Albums de Croÿ.
L'assèchement des zones marécageuses puis la construction, au XIXe siècle, d'une ligne de tramways de Lille à Saint-Amand, attirent la population vers le Bas-Hameau et Planard. Au cours de la Première Guerre mondiale, les bombardements détruisent les ponts, l'école et de nombreuses maisons du village.
C'est alors que l'exode rural entraîne une diminution constante de la population, phénomène qui durera jusqu'au début des années 1970.
Aujourd'hui[Quand ?], grâce notamment à l'amélioration des moyens de transports, la courbe démographique s'est inversée et la population a retrouvé son niveau du début du XXe siècle.

### Situation administrative

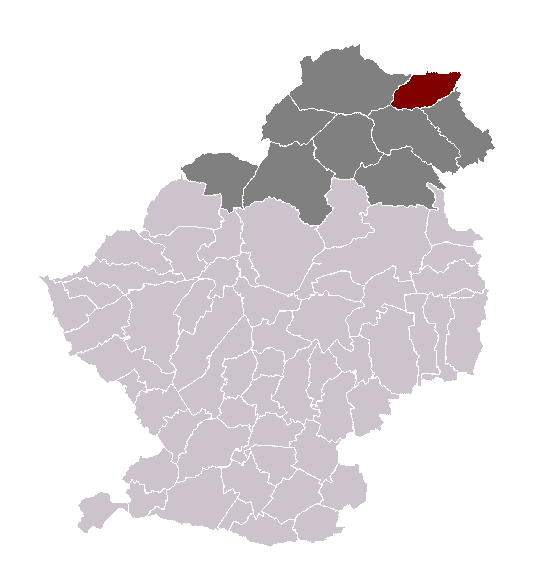
Aix-en-Pévèle dans son canton et son arrondissement.

## Politique et administration

### Tendances politiques et résultats
Lors du premier tour des élections municipales le 15 mars 2020, quinze sièges sont à pourvoir ; on dénombre 906 inscrits, dont 566 votants (62,47 %), 2 votes blancs (0,36 %) et 564 suffrages exprimés (97,88 %). La liste Expérience et renouveau menée par Didier Dalloy recueille 328 voix (59,28 %), ce qui se traduit par douze sièges au conseil municipal contre trois pour la liste Aix en'vie de Christian Gallois avec 226 voix (40,79 %). Le maire sortant Jean-Luc Detavernier avait fait le choix de ne pas se représenter,.

### Liste des maires
Maire en 1802-1803 : Quique.
Maire en 1807 : Lespinette.
Maire en 1808 : Desprès-G..
Maire en 1881 : Masquelier.
Jean-Luc Detavernier est conseiller général du canton d'Orchies de 1994 jusque 2015. À la suite du redécoupage cantonal de 2014 et des élections départementales de 2015, il devient conseiller départemental de ce même canton passé de neuf à seize communes à partir de mars 2015. Son binôme est Marie-Hélène Quatrebœufs-Niklikowski. Il est également président de la communauté de communes Pévèle Carembault depuis sa création le 1er janvier 2014, il avait préalablement été président de la communauté de communes Espace en Pévèle du 3 décembre 2001 à l'absorption de celle-ci par la précitée.
| Identité                                           | Période   | Période  | Durée            | Étiquette     |
| Identité                                           | Début     | Fin      | Durée            | Étiquette     |
| -------------------------------------------------- | --------- | -------- | ---------------- | ------------- |
| Jean-Luc Detavernier (d), (né le 12 décembre 1952) | mars 1989 | mai 2020 | 31 ans et 2 mois | divers droite |
| Didier Dalloy (d) (né le 4 novembre 1952)          | mai 2020  |          |                  |               |

| Listes conduites                        | Tours                 | Tours                     | Tours                     | Tours   | Nombre de sièges obtenus | Conseil communautaire | Tendance |
| --------------------------------------- | --------------------- | ------------------------- | ------------------------- | ------- | ------------------------ | --------------------- | -------- |
|                                         | 1er tour              |                           |                           |         |                          |                       |          |
| Nombres de voix                         | Pourcentages exprimés | Pourcentages des inscrits | Pourcentages des inscrits |         |                          |                       |          |
| Liste conduite par M. Didier Dalloy     | 328                   | 59,20 %                   | 36,20 %                   | 36,20 % | 12                       | 1                     |          |
| Liste conduite par M. Christian Gallois | 226                   | 40,79 %                   | 24,64 %                   | 24,64 % | 3                        | 0                     |          |
|                                         |                       |                           |                           |         |                          |                       |          |
|                                         | Nombre des inscrits   | Pourcentages des inscrits | Pourcentages des votants  |         |                          |                       |          |
| Nombre d'inscrits                       | 906                   |                           |                           |         |                          |                       |          |
| Abstentions                             | 340                   | 37,53 %                   |                           |         |                          |                       |          |
| Votants                                 | 566                   | 62,47 %                   |                           |         |                          |                       |          |
| Blancs                                  | 2                     | 0,22 %                    | 0,35 %                    |         |                          |                       |          |
| Nuls                                    | 10                    | 1,10 %                    | 1,77 %                    |         |                          |                       |          |
| Exprimés                                | 554                   | 61,15 %                   | 97,88 %                   |         |                          |                       |          |

## Population et société

### Démographie

#### Évolution démographique
L'évolution du nombre d'habitants est connue à travers les recensements de la population effectués dans la commune depuis 1793. Pour les communes de moins de 10 000 habitants, une enquête de recensement portant sur toute la population est réalisée tous les cinq ans, les populations de référence des années intermédiaires étant quant à elles estimées par interpolation ou extrapolation. Pour la commune, le premier recensement exhaustif entrant dans le cadre du nouveau dispositif a été réalisé en 2007.

En 2022, la commune comptait 1 348 habitants, en évolution de +13,76 % par rapport à 2016 (Nord : +0,51 %, France hors Mayotte : +2,11 %).
| 1793 | 1800 | 1806 | 1821 | 1831 | 1836 | 1841 | 1846 | 1851 |
| ---- | ---- | ---- | ---- | ---- | ---- | ---- | ---- | ---- |
| 773  | 695  | 787  | 939  | 962  | 960  | 987  | 975  | 996  |

| 1856  | 1861  | 1866 | 1872 | 1876 | 1881 | 1886  | 1891 | 1896 |
| ----- | ----- | ---- | ---- | ---- | ---- | ----- | ---- | ---- |
| 1 018 | 1 021 | 990  | 983  | 955  | 930  | 1 017 | 979  | 954  |

| 1901 | 1906 | 1911 | 1921 | 1926 | 1931 | 1936 | 1946 | 1954 |
| ---- | ---- | ---- | ---- | ---- | ---- | ---- | ---- | ---- |
| 939  | 911  | 891  | 765  | 742  | 718  | 717  | 702  | 712  |

| 1962 | 1968 | 1975 | 1982 | 1990 | 1999 | 2006  | 2007  | 2012  |
| ---- | ---- | ---- | ---- | ---- | ---- | ----- | ----- | ----- |
| 658  | 579  | 644  | 690  | 777  | 933  | 1 043 | 1 060 | 1 124 |

| 2017  | 2022  | - | - | - | - | - | - | - |
| ----- | ----- | - | - | - | - | - | - | - |
| 1 220 | 1 348 | - | - | - | - | - | - | - |

#### Pyramide des âges
La population de la commune est relativement jeune.
En 2018, le taux de personnes d'un âge inférieur à 30 ans s'élève à 37,0 %, soit en dessous de la moyenne départementale (39,5 %). À l'inverse, le taux de personnes d'âge supérieur à 60 ans est de 18,4 % la même année, alors qu'il est de 22,5 % au niveau départemental.
En 2018, la commune comptait 642 hommes pour 633 femmes, soit un taux de 50,35 % d'hommes, largement supérieur au taux départemental (48,23 %).
Les pyramides des âges de la commune et du département s'établissent comme suit.
| Hommes | Classe d’âge | Femmes |
| ------ | ------------ | ------ |
| 0,0    | 90 ou +      | 0,5    |
| 3,7    | 75-89 ans    | 5,6    |
| 13,3   | 60-74 ans    | 13,8   |
| 22,1   | 45-59 ans    | 22,6   |
| 23,6   | 30-44 ans    | 21,0   |
| 15,5   | 15-29 ans    | 16,0   |
| 21,7   | 0-14 ans     | 20,6   |

| Hommes | Classe d’âge | Femmes |
| ------ | ------------ | ------ |
| 0,5    | 90 ou +      | 1,4    |
| 5,3    | 75-89 ans    | 8,1    |
| 14,8   | 60-74 ans    | 16,2   |
| 19,1   | 45-59 ans    | 18,4   |
| 19,5   | 30-44 ans    | 18,7   |
| 20,7   | 15-29 ans    | 19,1   |
| 20,2   | 0-14 ans     | 18     |

### Enseignement
Aix-en-Pévèle fait partie de l'académie de Lille.
À l'origine, il y avait une école au centre, près de la mairie, et une école au hameau du Planard. Aujourd'hui, l'école principale se situe au cœur du village, derrière la mairie. Elle porte le nom de « L'école des prés verts ».

### Sports
Derrière la mairie, en face de l'école maternelle se trouve la salle de sport intercommunale de Aix, elle accueille depuis plusieurs années le club sportif de tennis de table qui a accueilli la vice-championne du Nord. Cette salle accueille également le basket club du village.

Un terrain sportif se situe entre l'école maternelle et la salle de sport sur lequel il est possible de pratiquer du basket, le football ou le tennis. Derrière ce terrain se trouve un espace destiné à la pratique du foot, à côté du terrain de pétanque. Ce terrain de pétanque accueille chaque année un tournoi du village auquel participe les nombreux habitués. 

### Culture
Depuis 2021, la commune dispose d'un pôle culturel où sont regroupés l'école de musique associative, la médiathèque municipale et un espace associatif. Le pôle culturel est situé face à la mairie, au centre du village.

## Culture locale et patrimoine

### Lieux et monuments
- Église Saint-Laurent : l'église primitive carolingienne correspond à la chapelle du château féodal. Agrandie au XVe et au XVIIe siècle, elle est dotée d'un nouveau chœur, en 1728, qui en change l'orientation. Elle est encore fortement remaniée en 1836. Le clocher, un des plus anciens du département du Nord, date du XIe siècle.
- Ferme du Moulin du Marais (XVIIIe siècle).
- On peut y voir une des rares maisons construites à partir du pack vendu par le designer Philippe Starck dans les années 1990. La particularité de cette maison est qu'elle est faite en majeure partie de bois et de verre.

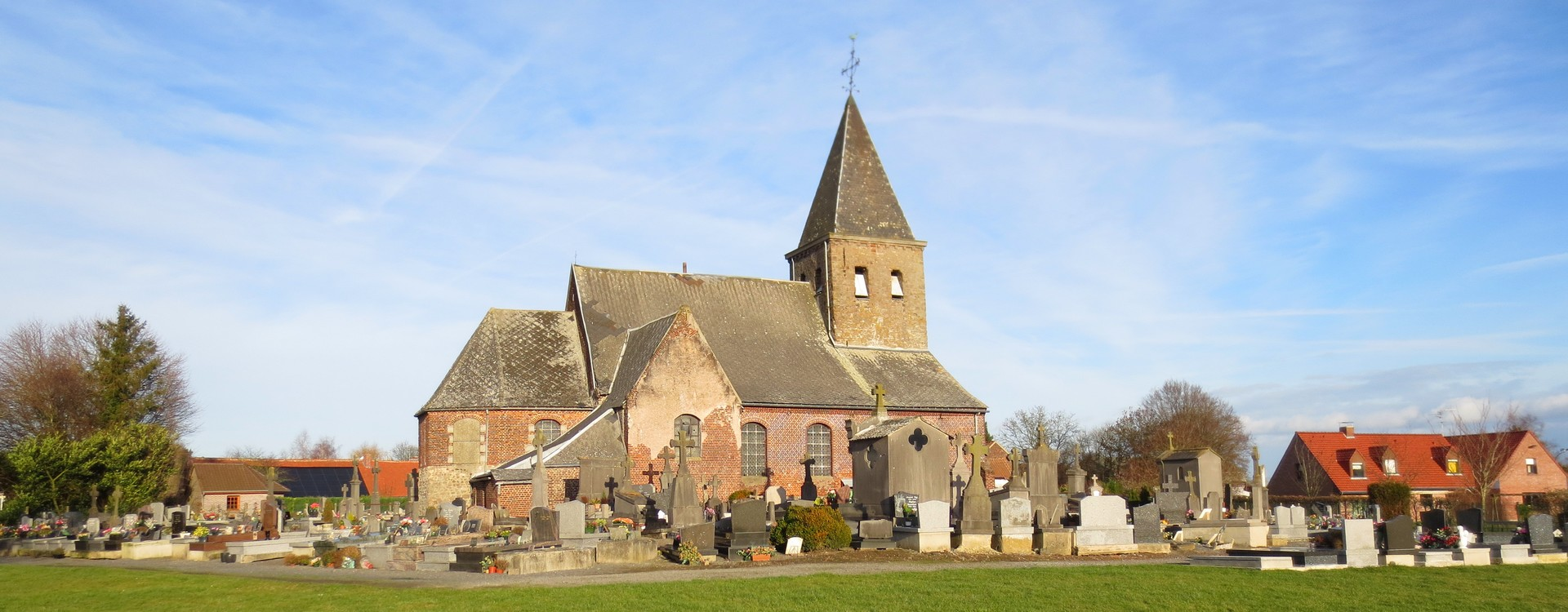
Aix-en-Pévèle.

### Héraldique
| Blason d'Aix-en-Pévèle | Les armes d'Aix-en-Pévèle se blasonnent ainsi : « De gueules au lion d'or, armé lampassé et couronné d'azur. » |

## Pour approfondir